# Massacres de Tchoma Bangou e Zaroumadareye
Massacres de Tchoma Bangou e Zaroumadareye são dois massacres cometidos em 2 de janeiro de 2021 no Níger, a cerca de 120 quilômetros ao norte de Niamey, no contexto da Guerra do Sahel. Cerca de 100 civis morreram e 25 ficaram feridos. Este massacre é atribuído aos jihadistas que se alastraram na região desde o início da década de 2010.

## Contexto
Os massacres de Tchoma Bangou e Zaroumadareye foram os mais mortíferos contra civis no país desde o início da Guerra do Sahel.
Esses ataques são realizados em um contexto eleitoral: as eleições municipais e regionais ocorreram em dezembro de 2020. O duplo ataque ocorreu no mesmo dia da divulgação dos resultados do primeiro turno das eleições legislativas e da eleição presidencial, que concederam liderança, com 39%, ao candidato do partido governista, Mohamed Bazoum.
No mesmo dia deste massacre, dois soldados franceses da Operação Barkhane foram mortos no Mali durante um ataque com dispositivo explosivo improvisado na região de Ménaka.

## Desenvolvimento
As duas aldeias alvejadas, próximas da fronteira do país com o Mali, na região de Tillabéri, estão a sete quilômetros uma da outra e a cerca de 120 quilômetros a norte de Niamey.
As aldeias foram atacadas simultaneamente. Almou Hassane, o prefeito de Tondikiwindi, evoca uma centena de jihadistas divididos em dois grupos. Segundo ele, teriam atacado a aldeia em vingança pela morte de dois dos seus batedores, assassinados pelos grupos de autodefesa da aldeia.

## Responsabilidade
O ataque não é reivindicado. As autoridades do Níger atribuem-no a “terroristas”. O grupo jihadista ativo na região é o Estado Islâmico do Grande Saara. De acordo com a RFI: “Embora esses ataques ainda não tenham sido reivindicados, o suposto líder do bando, Maii Touwo, é conhecido pelos serviços de inteligência militar: acredita-se que seja natural de uma aldeia vizinha, da mesma etnia daquela que ele massacrou”.

## Perdas humanas
De acordo com declarações à AFP de Almou Hassane, o prefeito de Tondikiwindi, o número de mortos é de pelo menos 100, incluindo 70 em Tchoma Bangou e 30 em Zaroumadareye, e 25 feridos. A RFI indica que esta avaliação foi confirmada pelo governador da região.